# Lithops salicola
A Lithops salicola a szegfűvirágúak (Caryophyllales) rendjébe, ezen belül a kristályvirágfélék (Aizoaceae) családjába tartozó faj.

## Képek

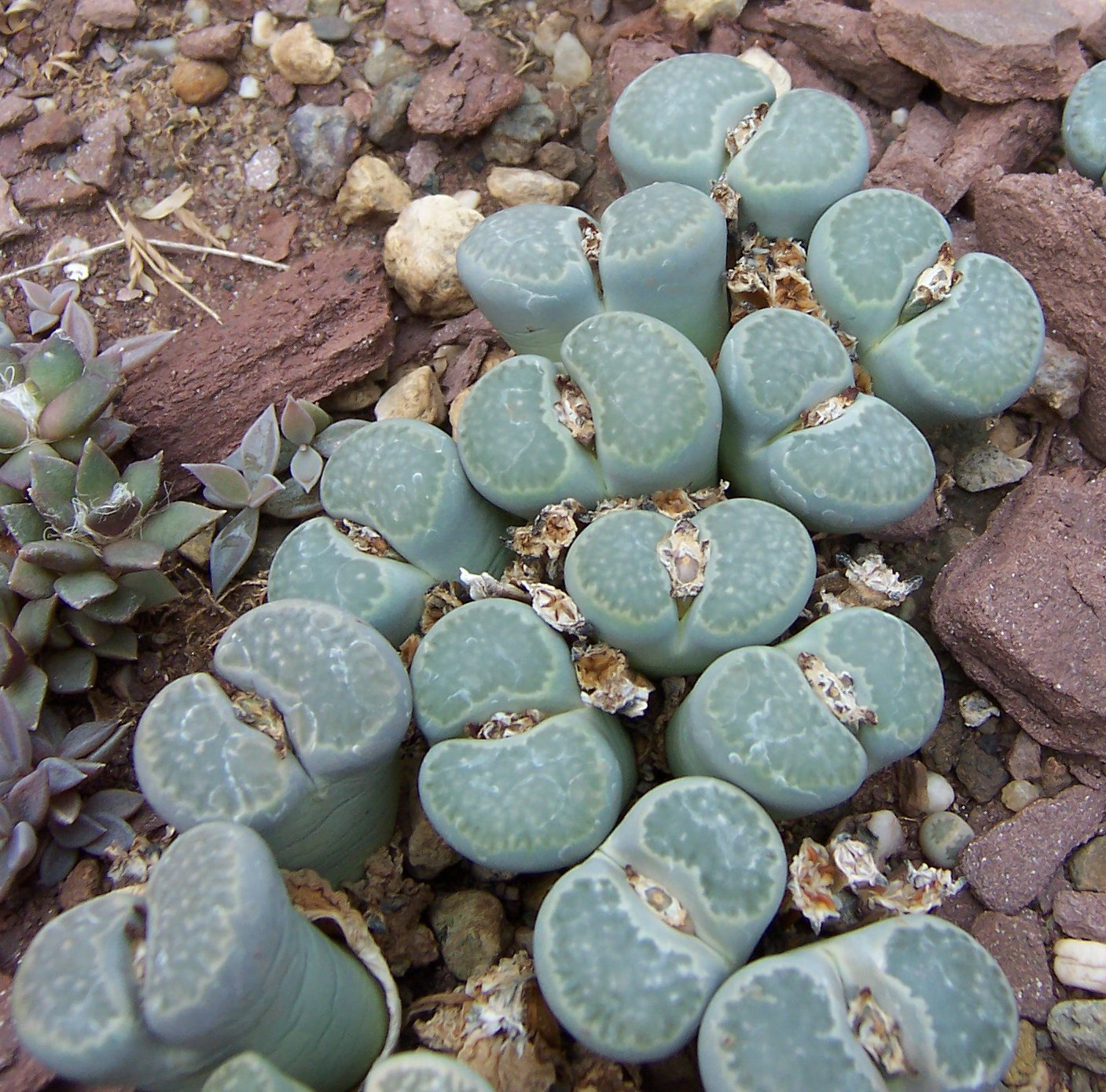
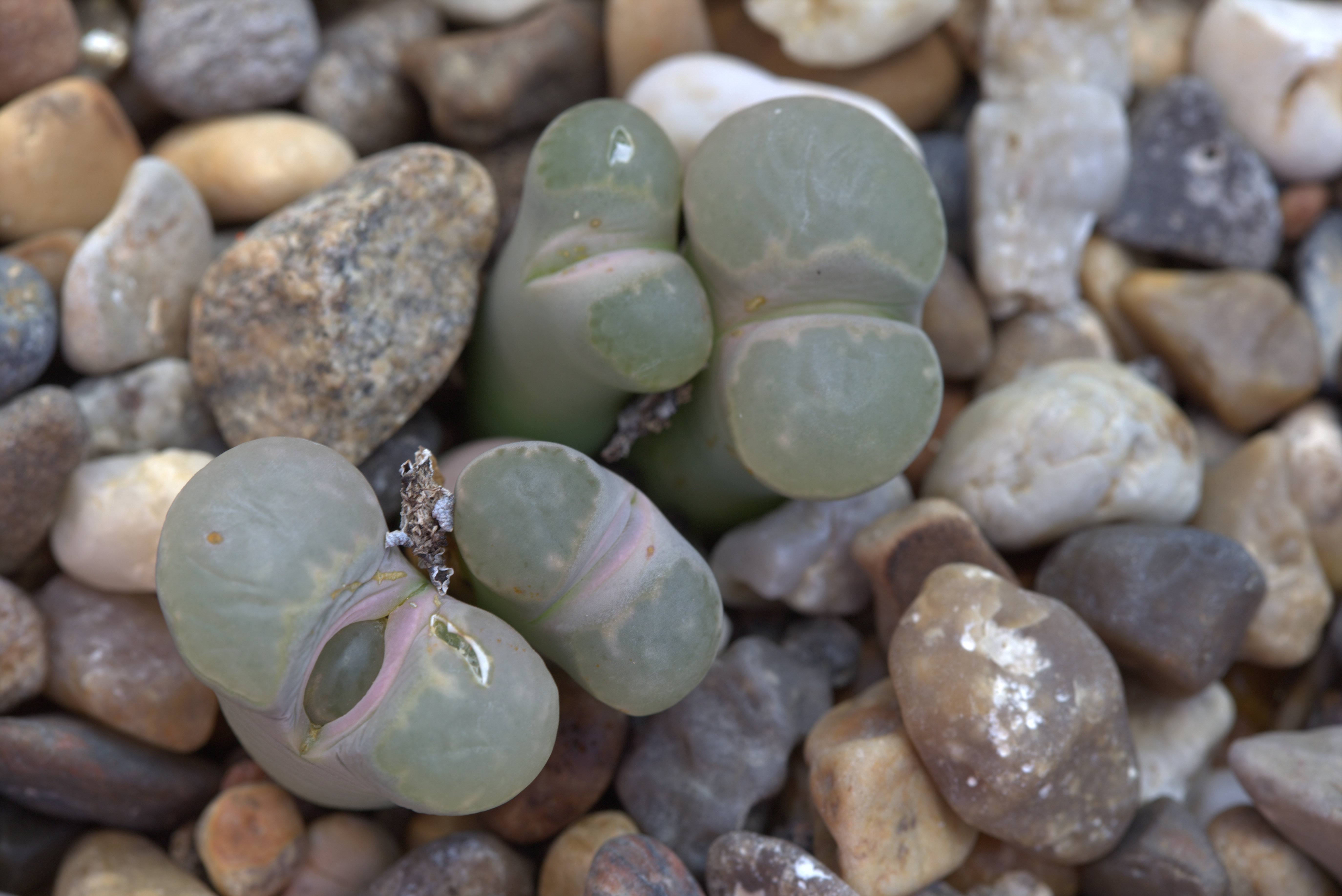
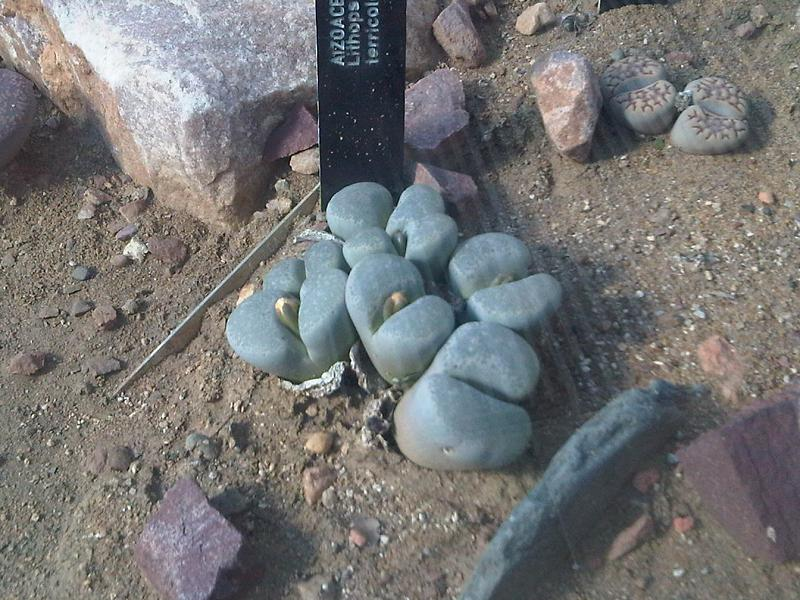
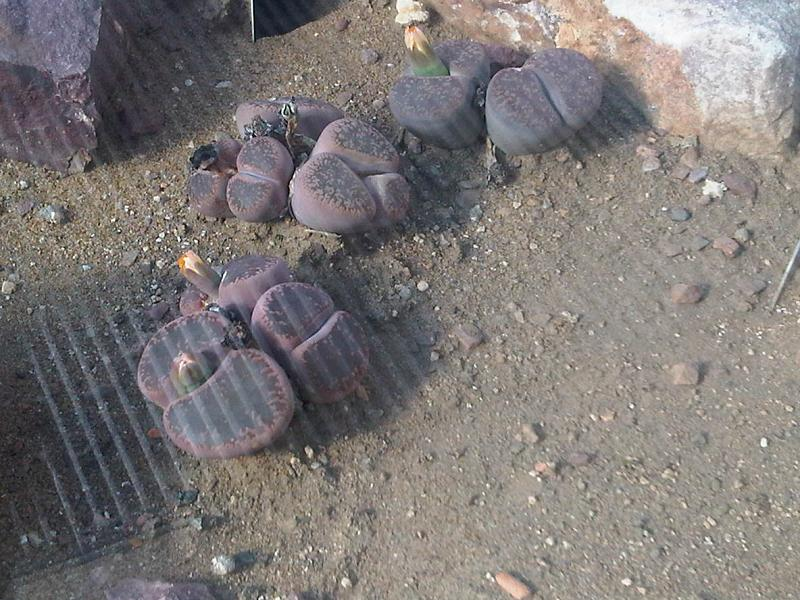
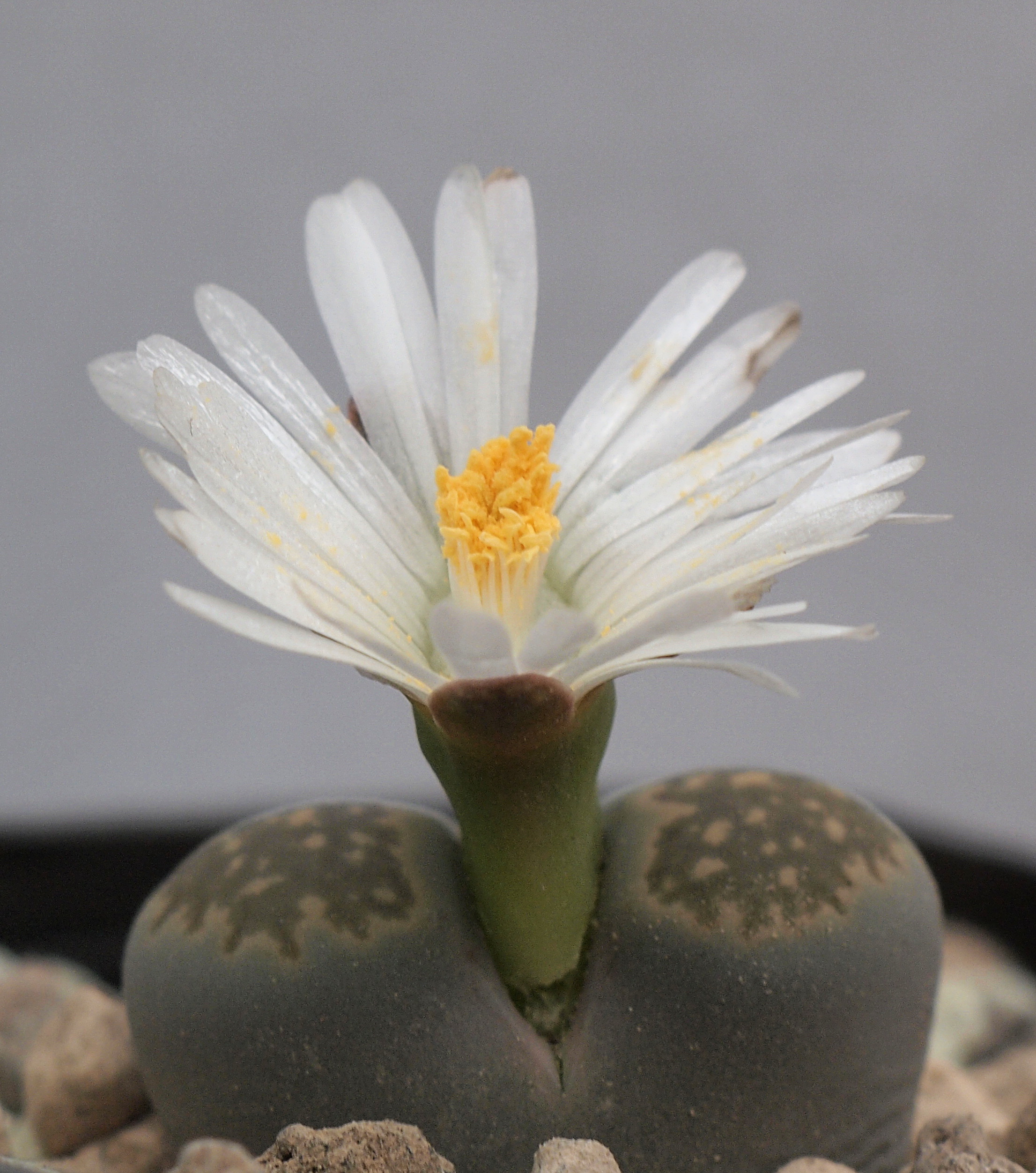

## Előfordulása
A Lithops salicola előfordulási területe a Dél-afrikai Köztársaság déli felének az északi részén, valamint a Szabadállam nevű tartományban van. Általában 1000-1350 méteres tengerszint feletti magasságok között található; a sziklaoldalak réseiben él.

## Megjelenése
Szártalan, évelő pozsgás növény, amely a 2 centiméteres magasságával alig látszik ki a talajból. A két átellenesen ülő, vaskos félkör alakú levelei a tövüknél összeforrtak. E vaskos, szürkés-zöldes levelek miatt, a növény kavicskupacnak tűnik. A virága kicsi és fehér színű.